# Giấy can

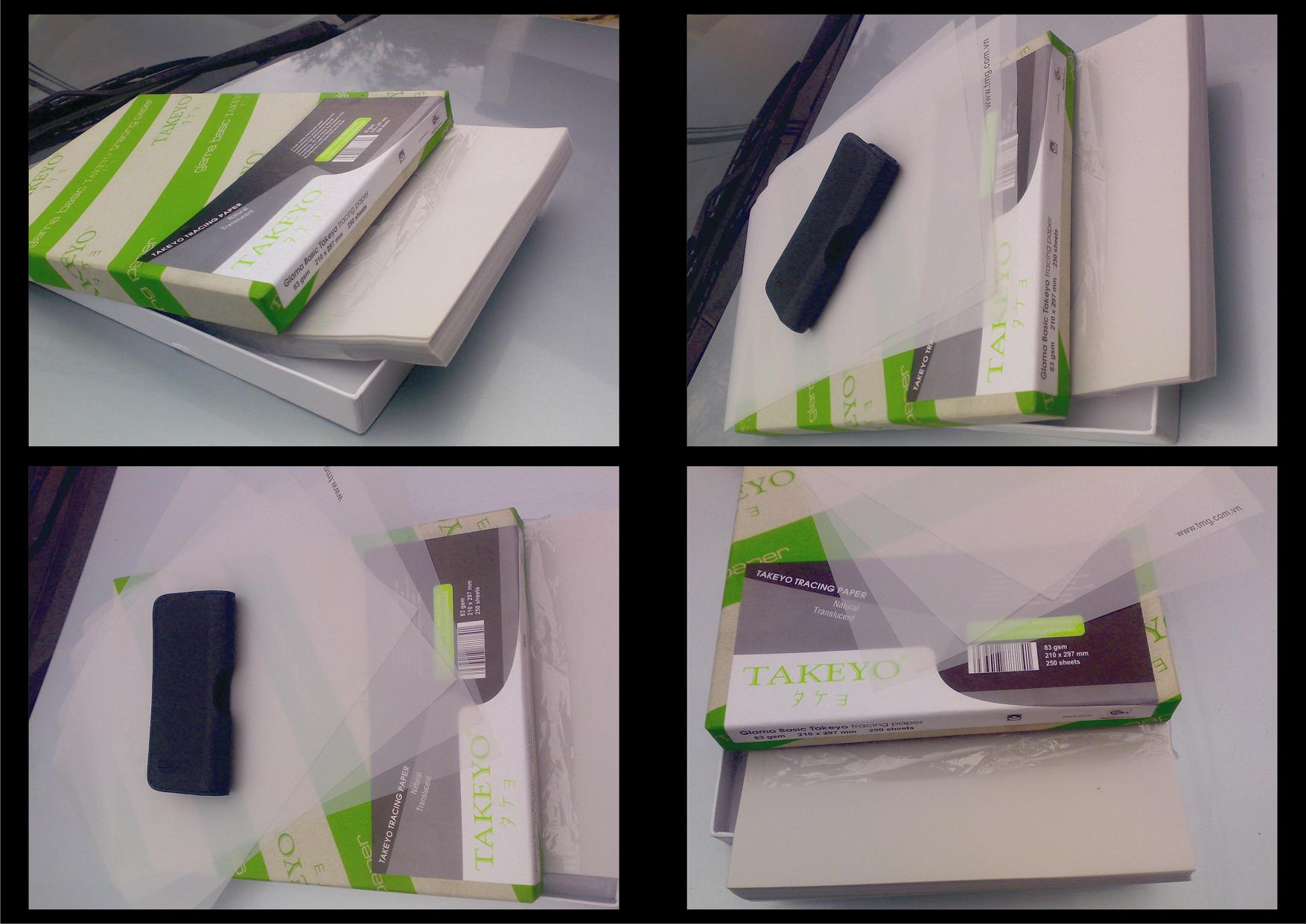
Giấy can

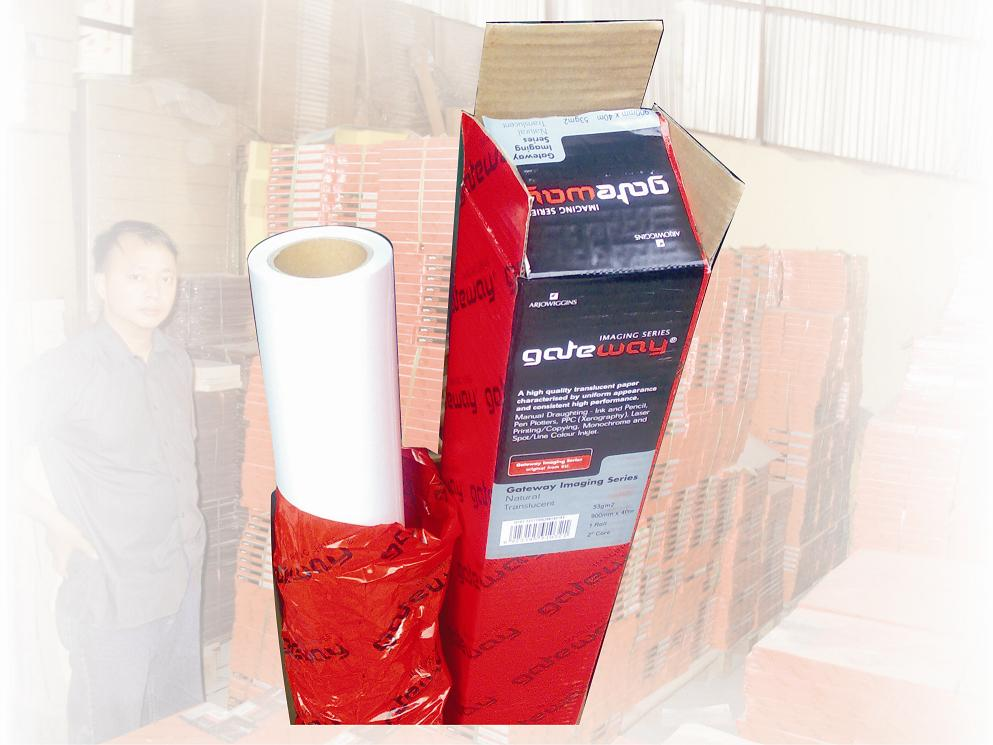
Giấy can cuộn

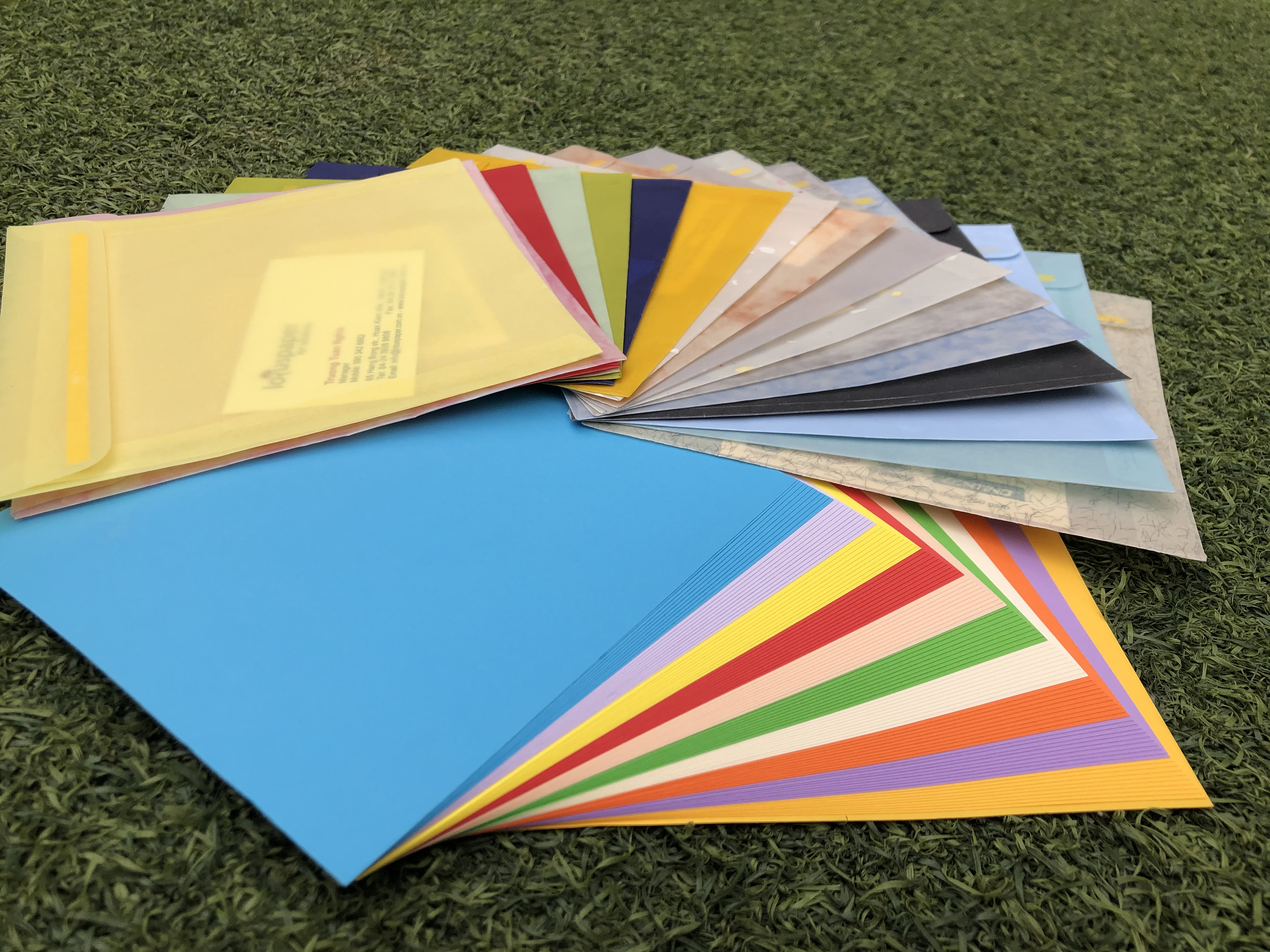
Phong bì dùng giấy can mỹ thuật

Giấy can (tiếng Pháp: papier calque, từ can bắt nguồn từ từ tiếng Pháp calque /kalk/) là giấy có khả năng thấu quang cao, nghĩa là có thể cho ánh sáng đi qua.

## Sản xuất
Giấy can thu được sau một quá trình lọc đặc biệt kỹ càng bột giấy trong quá trình simili sunphua hóa. Bột giấy để sản xuất giấy can thường là bột ngâm bisunfat (Sodium bisulfat); các sợi giấy được cán nát, thủy phân lâu trong nước. Quy trình sản xuất giấy này tương tự như giấy giả da gốc thực vật (giấy sunphua hóa, giấy giả da) là loại giấy được tạo ra bằng cách ngâm trong vài giây một tờ giấy chất lượng tốt, không hồ cũng không phủ, trong một bể axit sunphuaric để thủy phân xenlulo từng phần sang amyloit (amyloid), gelatin (gelatin) và không thấm nước hoặc mỡ. Giấy can bao gồm cả giấy can trong tự nhiên (thường là không tráng) và giấy can màu (thường là giấy tráng).
- Lý do giấy can trong: Sợi cellulose nguyên thủy là trong suốt. Màu đục của giấy là do không khí lẫn giữa các sợi giấy khúc xạ ánh sáng tạo nên. Khi bột giấy được lọc, nghiền kỹ thì phần bọt khí sẽ được tách ra, và giấy sẽ trong.

## Chỉ số kỹ thuật thông dụng
| Định lượng     | Trọng lượng riêng | Độ ẩm       | Độ sần              | Độ trong     | Độ bền xé     | Độ kiềm       |
| -------------- | ----------------- | ----------- | ------------------- | ------------ | ------------- | ------------- |
| ISO 536 (g/m²) | (kg/m³)           | ISO 287 (%) | ISO 8791-2 (ml/min) | ISO 2469 (%) | ISO 1974 (mN) | ISO 6588 (pH) |
| 42             | 1.200÷1.235       | 7           | 100-300             | 79+/-5       | 220-440       | 6-7           |
| 53             | 1.200÷1.235       | 7           | 100-300             | 77+/-5       | 220-440       | 6-7           |
| 63             | 1.220÷1.250       | 7           | 100-300             | 75+/-5       | 220-440       | 6-7           |
| 73             | 1.220÷1.250       | 7.5         | 100-300             | 75+/-5       | 220-440       | 6-7           |
| 83             | 1.220÷1.250       | 7.5         | 100-300             | 75+/-5       | 220-440       | 6-7           |
| 93             | 1.220÷1.250       | 7.5         | 100-300             | 75+/-5       | 220-440       | 6-7           |
| 100            | 1.220÷1.250       | 7.5         | 100-300             | 75+/-5       | 220-440       | 6-7           |
| 112            | 1.220÷1.250       | 8           | 100-300             | 73+/-5       | 220-440       | 6-7           |
| 130            | 1.220÷1.250       | 8           | 100-300             | 69+/-5       | 220-440       | 6-7           |
| 150            | 1.220÷1.250       | 8           | 100-300             | 65+/-5       | 220-440       | 6-7           |
| 160            | 1.220÷1.250       | 8           | 100-300             | 61+/-5       | 220-440       | 6-7           |
| 170            | 1.220÷1.250       | 8           | 100-300             | 59+/-5       | 220-440       | 6-7           |
| 190            | 1.220÷1.250       | 8           | 100-300             | 55+/-5       | 220-440       | 6-7           |
| 200            | 1.220÷1.250       | 8           | 100-300             | 53+/-5       | 220-440       | 6-7           |
| 240            | 1.220÷1.250       | 8           | 100-300             | 47+/-5       | 220-440       | 6-7           |
| 280            | 1.220÷1.250       | 8           | 100-300             | 45+/-5       | 220-440       | 6-7           |

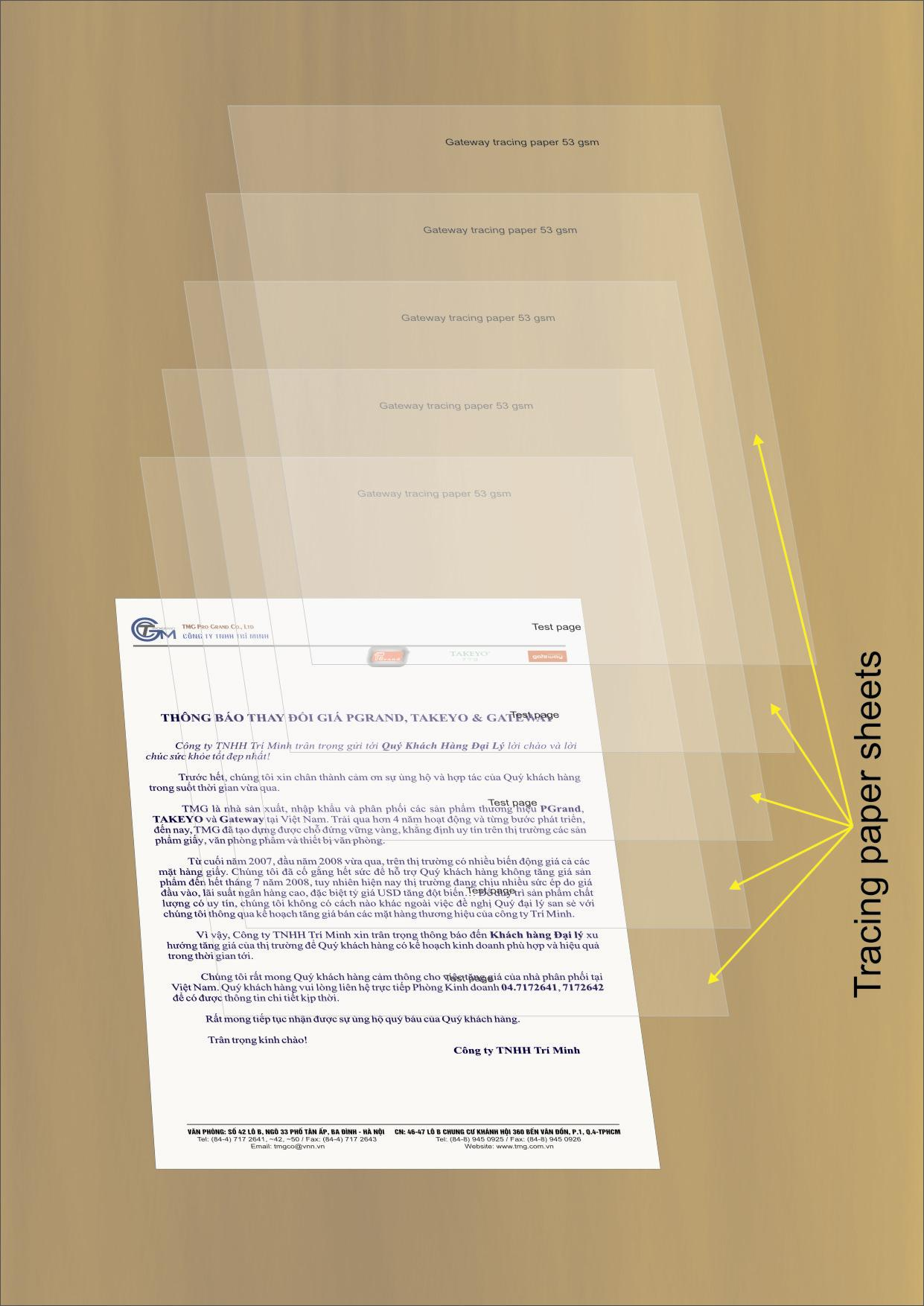
Giấy can thường có độ trong suốt từ 70-80%

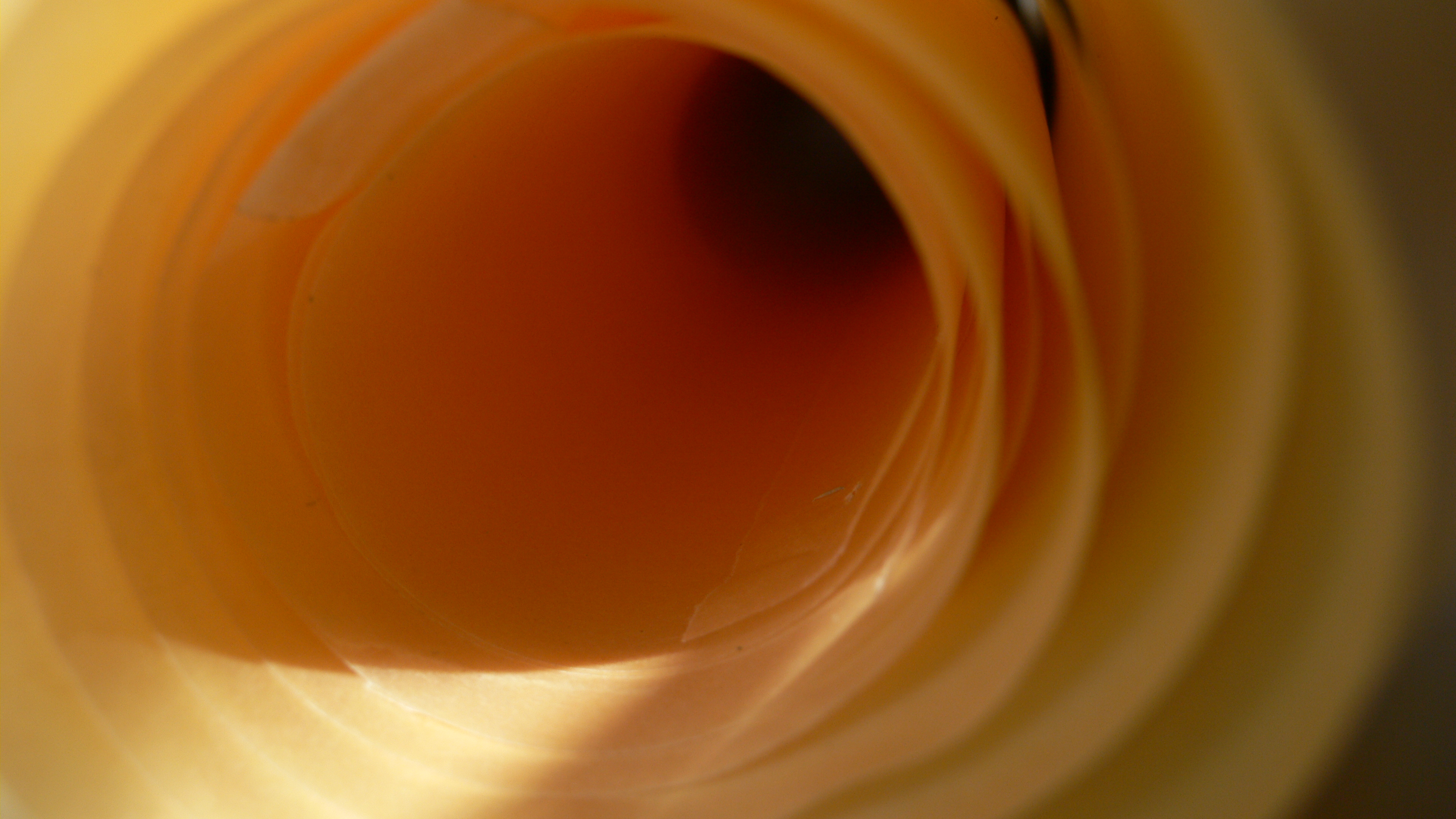
Giấy can màu vàng

Nói chung, giấy can có tỷ trọng lớn hơn nước. Đa phần các loại giấy viết, giấy in (copy, laser, offset...) có tỷ trọng nhẹ hơn nước, trừ một số loại như giấy can, giấy in phun mặt bóng, chịu nước, giấy cuse (giấy phấn, giấy láng), giấy tổng hợp (giấy Yupo, giấy Tyvek, giấy polymer...) là chìm trong nước.
Giấy can có bề mặt mịn hơn giấy viết, ít sợi và do đó, ít bắt bụi hơn.

## Phân loại HS

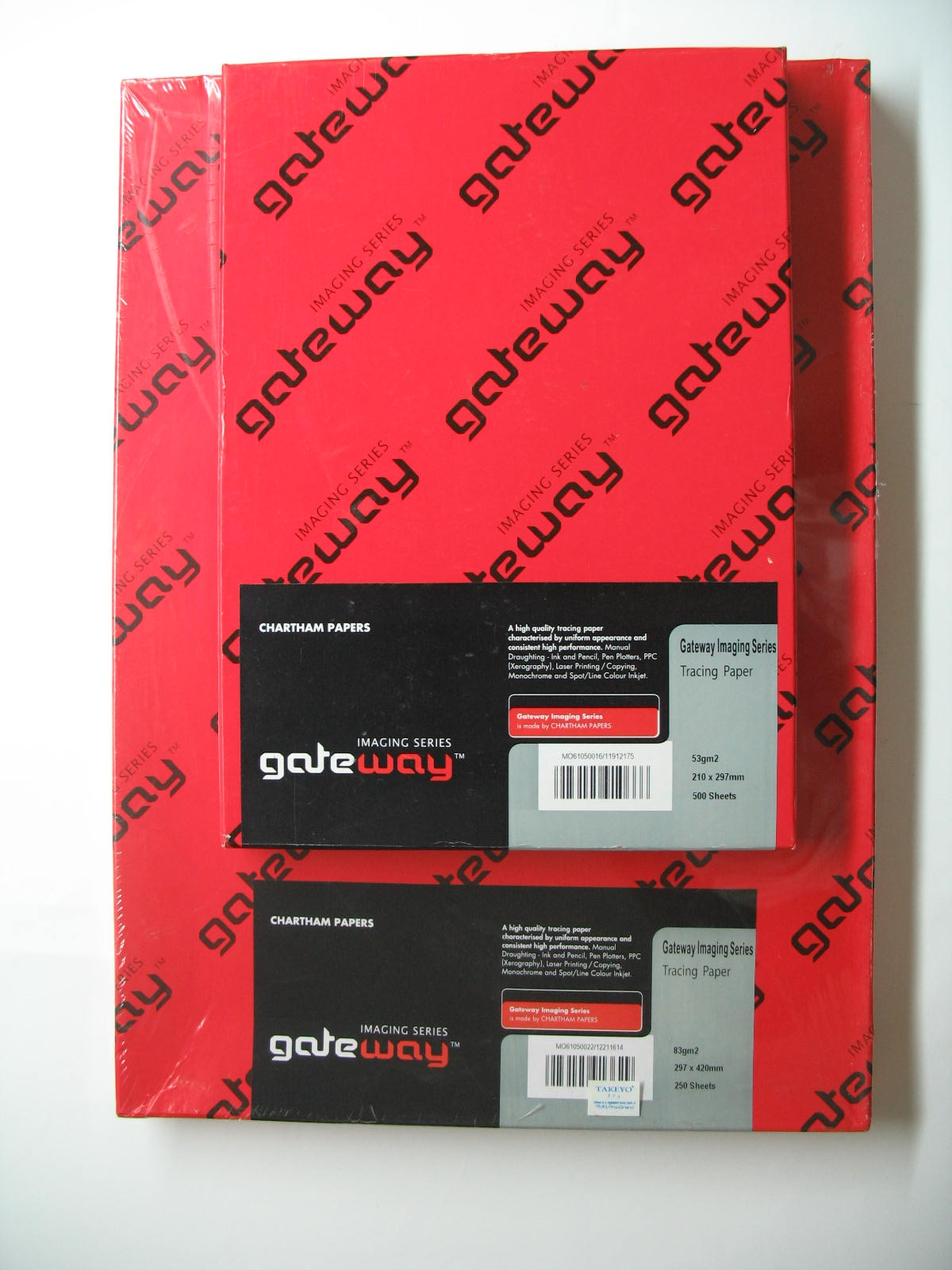
Giấy can đóng hộp

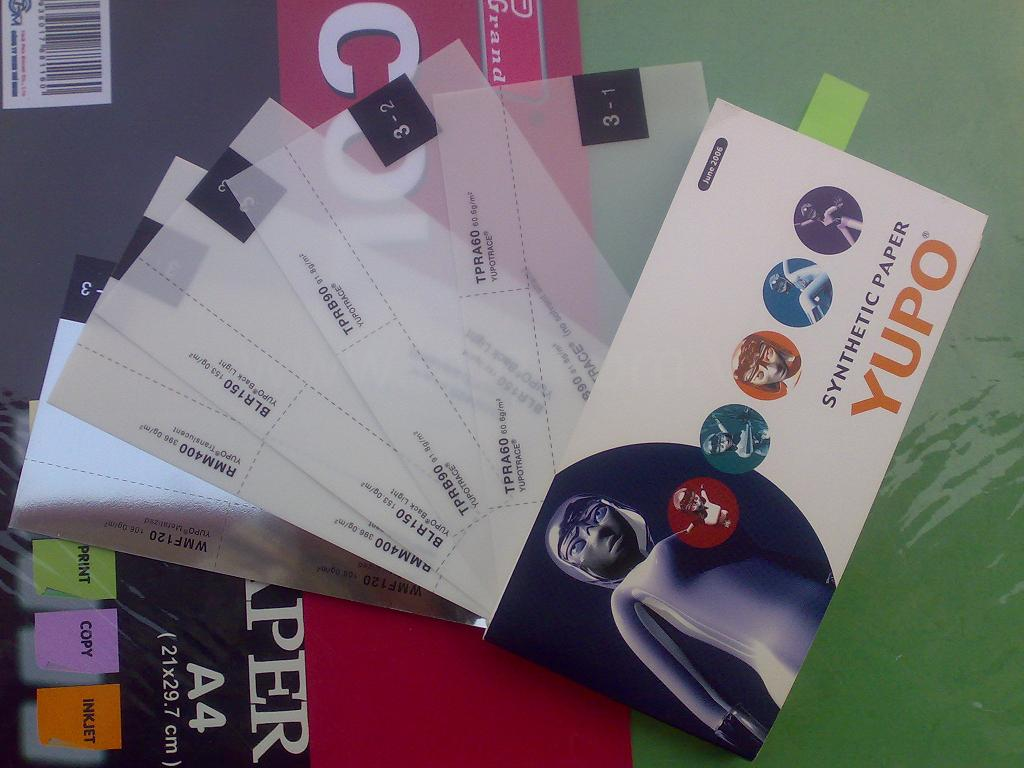
Giấy can làm từ sợi tổng hợp hiệu [http://japan.yupo.com/english/product/grade/detail/tpra.html Yupo TPRA

Trong Hệ thống phân loại hàng hóa quốc tế HS, giấy can được phân loại vào nhóm 4806.3000

## Khổ giấy
Giấy can trên thị trường chủ yếu có các khổ sau:
- Khổ A4: 210 mm x 297 mm (±0,5 mm) thích hợp cho các máy in laser văn phòng và chế bản in
- Khổ A3: 297 mm x 420 mm thích hợp cho máy in laser chế bản in.
- Khổ A2 (420 mm x 594 mm), khổ A1 (594 mm x 841 mm), khổ A0 (841 mm x 1184 mm)
- Khổ cuộn rộng 600 mm, 841 mm, 900 mm và 914 mm, dài 40 m, 100 m và 150 m.

## Ứng dụng
- Ứng dụng nhiều nhất của giấy can hiện nay[khi nào?] là tạo ra bản phim (Offset Printing plates) trong quy trình in offset, cho những bản in không cần độ chính xác và độ nét cao, do ưu điểm giá thành rẻ hơn bản phim.
- Giấy can cũng được dùng để can (căn ke, vẽ lại) các bản vẽ, đặc biệt là trong xây dựng, kiến trúc, thiết kế cấp-thoát nước. Một số họa sĩ cũng sử dụng giấy can vào nghệ thuật. Ngoài ra, giấy can còn được dùng làm phong bì cưới, thiếp, giấy mời, tờ lót trong sách, vỏ hộp đĩa CD, danh thiếp, làm giấy gói hàng, bao bì...

Ứng dụng của giấy can được quyết định bởi quá trình gia keo bề mặt (Sizing). Giấy can chuyên cho in laser có mức độ gia keo riêng biệt so với giấy can thông thường, là loại được dùng cho nhiều quy trình in ấn: in offset, in laser và in phun màu. Nói chung, giấy can chuyên cho in laser thì không thích hợp với in phun.
- - Giấy can được sử dụng trong công nghệ thêu thùa, may mặc.[3]

## Lưu ý khi sử dụng

### In offset
- In sản phẩm nhiều màu trên máy in nhiều màu (máy in offset 4 màu)
- Bao bì chỉ mở ra ngay trước khi in.
- Chồng giấy nên được quạt mát thông thoáng.
- Tờ giấy để in nên chọn dọc thớ.
- Giấy can có thể in với nhiều loại lô in.
- The use of frequency adjusted screen processes is also possible (FM-screening).
- Nên dùng mực có độ pH trung tính (pH>5,5).
- Only oxidative drying or UV-drying inks should be used.
- Tránh các vật liệu đang phơi khô.
- Không làm khô bằng nhiệt hoặc tia hồng ngoại, có thể làm cong giấy.
- Sử dụng bột phun.
- Tránh chồng giấy quá cao, làm cho không khí lưu hành thông thoáng.
- Giấy can cần có thời gian phơi khô lâu hơn.
- Các công đoạn tiếp theo có thể thực hành ngay sau khi mực in khô.

### In phun
- In đường nét và văn bản cho kết quả tốt.
- Sự hút mực có giới hạn phụ thuộc định lượng giấy can.
- Nên cân nhắc thời gian phơi khô lâu.
- Nên in thử trước khi in hàng loạt.
- Một số loại máy in phun sử dụng mắt thần (tế bào quang điện) không nhận biết là có giấy (vì giấy can trong), nên cần phải dán băng dính trắng hoặc đề can vào mép trên của giấy

### In Laser
- Transparent paper offers a fine closed surface that provides a high image quality.
- Due to high processing temperatures the paper may show some shrinkage or stretching effects.
- Therefore it is essential to test the run ability of the paper with the precise printing conditions.

### Khuyến cáo
- Giấy can đòi hỏi mức độ xử lý sợi cơ học khá cao.
- Giấy can rất nhạy cảm với thay đổi nhiệt độ và độ ẩm môi trường.
- Nên bảo quản trong hộp và đặt trong môi trường in 24h trước khi sử dụng.
- Điều kiện lý tưởng cho bảo quản và in giấy can là 18 - 23 °C, độ ẩm 45 – 55%.
- Giấy can đã hoặc chưa in đều nên tránh tiếp xúc với hơi nước và không khí ẩm khi bảo quản.